# Haulchin (Nord)
Pour les articles homonymes, voir Haulchin.
Haulchin est une commune française située dans le département du Nord (59), en région Hauts-de-France.

## Géographie
C'est une clairière entourée d'aulnes qui aurait donné son nom à Haulchin.
Entre Denain et Valenciennes, la commune étale ses 516 ha entre l'Escaut, l'autoroute A2, la route nationale 30 (devenue depuis peu RD630), la route départementale 40 et la voie ferrée.
Son habitat individuel dispersé, son caractère rural, le chemin de halage et le parc des berges de l'Escaut confèrent aux 2 329 Haulchinois un cadre verdoyant.
Cet habitat est constitué uniquement de maisons individuelles, dont la majorité a moins de 50 ans.

### Communes limitrophes
| Denain           | Wavrechain-sous-Denain | Rouvignies |
|                  | Haulchin               | Prouvy     |
| Douchy-les-Mines |                        | Thiant     |

### Hydrographie

#### Réseau hydrographique
La commune est située dans le bassin Artois-Picardie. Elle est drainée par le Riot Duquesne,,.
L'Escaut est un fleuve européen de 355 km de long, qui traverse trois pays (France, Belgique et Pays-Bas), avant de se jeter en mer du Nord. La partie canalisée en France relie Cambrai à , après avoir traversé 34 communes. 

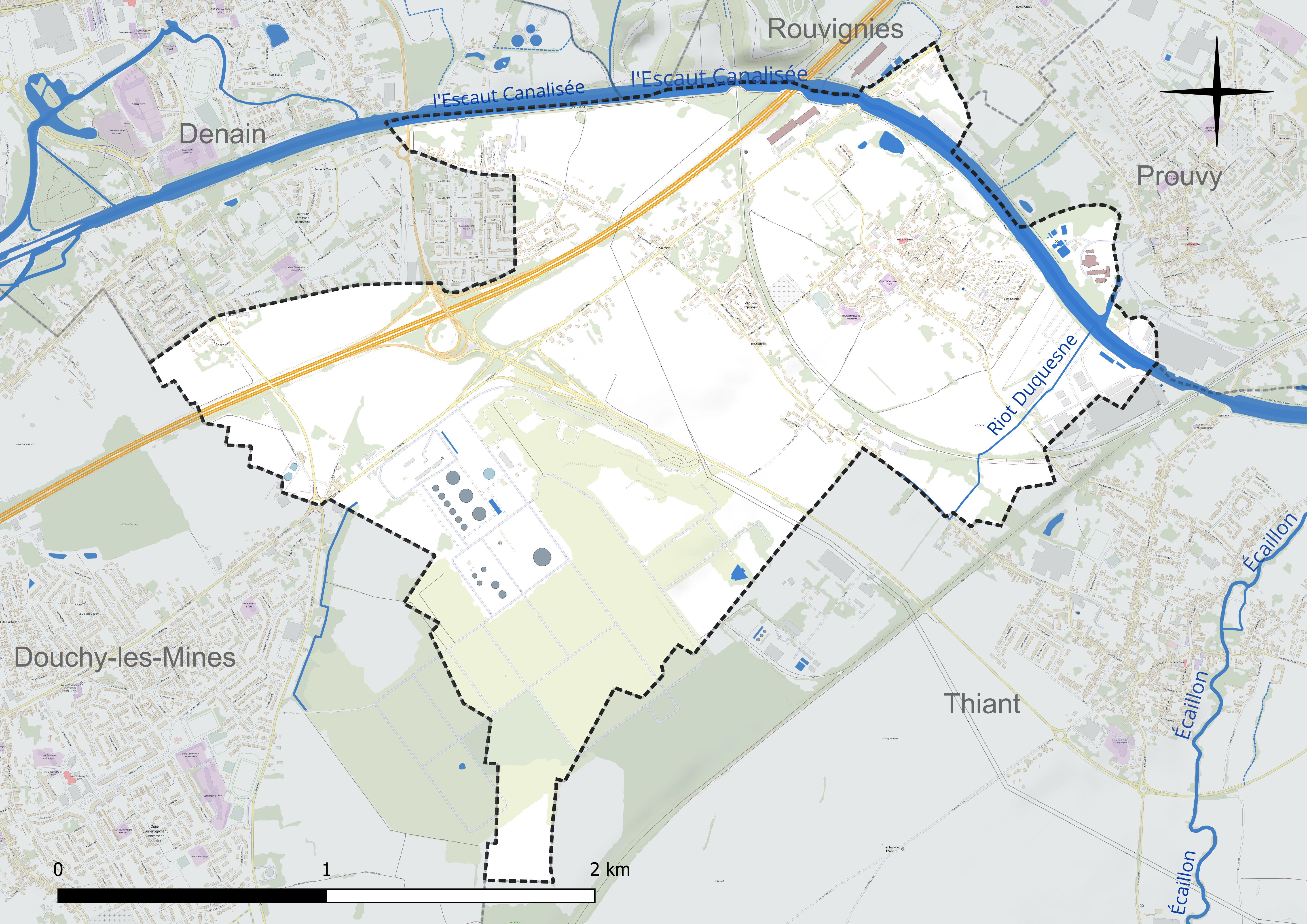
Réseau hydrographique d'Haulchin.

#### Gestion et qualité des eaux
Le territoire communal est couvert par le schéma d'aménagement et de gestion des eaux (SAGE) « Escaut ». Ce document de planification concerne un territoire de 2 005 km2 de superficie, délimité par le bassin versant de l'Escaut. Le périmètre a été arrêté le 9 juin 2006 et le SAGE proprement dit a été approuvé le 13 juillet 2021. La structure porteuse de l'élaboration et de la mise en œuvre est le syndicat mixte Escaut et Affluents (SyMEA). 
La qualité des cours d'eau peut être consultée sur un site dédié géré par les agences de l'eau et l'Agence française pour la biodiversité. 

### Climat
Pour des articles plus généraux, voir Climat des Hauts-de-France et Climat du Nord.
En 2010, le climat de la commune est de type climat océanique dégradé des plaines du Centre et du Nord, selon une étude du CNRS s'appuyant sur une série de données couvrant la période 1971-2000. En 2020, Météo-France publie une typologie des climats de la France métropolitaine dans laquelle la commune est dans une zone de transition entre le climat océanique et le climat océanique altéré et est dans la région climatique  Nord-est du bassin Parisien, caractérisée par un ensoleillement médiocre, une pluviométrie moyenne régulièrement répartie au cours de l'année et un hiver froid (3 °C). 
Pour la période 1971-2000, la température annuelle moyenne est de 10,6 °C, avec une amplitude thermique annuelle de 15 °C. Le cumul annuel moyen de précipitations est de 716 mm, avec 12,8 jours de précipitations en janvier et 9,2 jours en juillet. Pour la période 1991-2020, la température moyenne annuelle observée sur la station météorologique la plus proche, située sur la commune de Valenciennes à 8 km à vol d'oiseau, est de 11,0 °C et le cumul annuel moyen de précipitations est de 694,1 mm,. Pour l'avenir, les paramètres climatiques de la commune estimés pour 2050 selon différents scénarios d'émission de gaz à effet de serre sont consultables sur un site dédié publié par Météo-France en novembre 2022.

## Urbanisme

### Typologie
Au 1er janvier 2024, Haulchin est catégorisée ceinture urbaine, selon la nouvelle grille communale de densité à sept niveaux définie par l'Insee en 2022.
Elle appartient à l'unité urbaine de Valenciennes (partie française), une agglomération internationale regroupant 56  communes, dont elle est une commune de la banlieue,,. Par ailleurs la commune fait partie de l'aire d'attraction de Valenciennes (partie française), dont elle est une commune de la couronne,. Cette aire, qui regroupe 102 communes, est catégorisée dans les aires de 200 000 à moins de 700 000 habitants,.

### Occupation des sols
L'occupation des sols de la commune, telle qu'elle ressort de la base de données européenne d'occupation biophysique des sols Corine Land Cover (CLC), est marquée par l'importance des territoires artificialisés (52 % en 2018), en augmentation par rapport à 1990 (48,9 %). La répartition détaillée en 2018 est la suivante : 
zones industrielles ou commerciales et réseaux de communication (32,3 %), terres arables (30,8 %), zones urbanisées (19,7 %), prairies (17,2 %). L'évolution de l'occupation des sols de la commune et de ses infrastructures peut être observée sur les différentes représentations cartographiques du territoire : la carte de Cassini (XVIIIe siècle), la carte d'état-major (1820-1866) et les cartes ou photos aériennes de l'IGN pour la période actuelle (1950 à aujourd'hui).

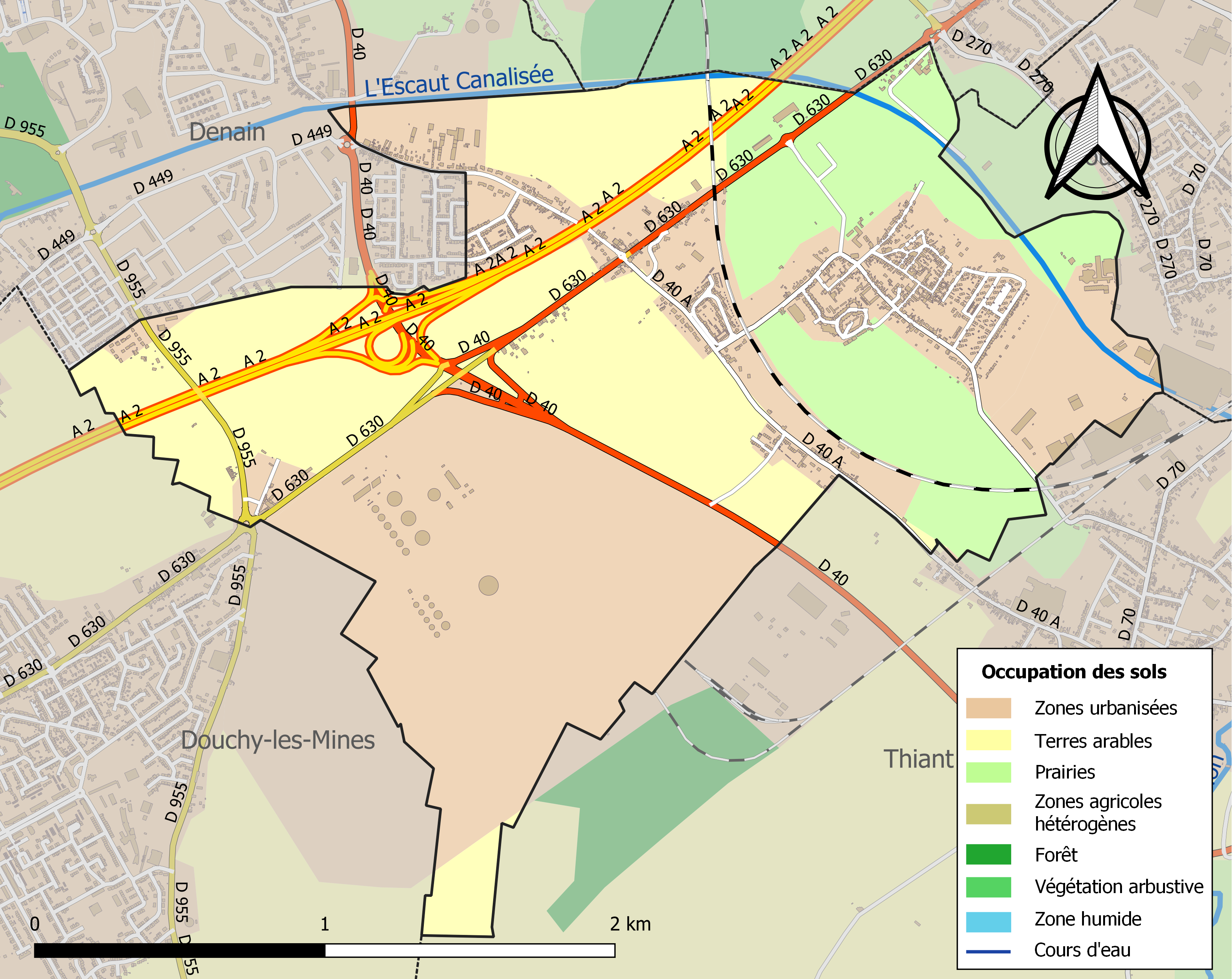
Carte des infrastructures et de l'occupation des sols de la commune en 2018 (CLC).

### Voies de communications et transports
La commune est desservie par les lignes 4, 104 et 105 du réseau urbain Transvilles.

## Histoire
Site de l'âge du Bronze.
Haulchin fut donnée en 877 par Charles le Chauve à l'abbaye de Denain qui y construisit un manoir.
Une partie du village formait une autre seigneurie, le fief de Hamel, appartenant au comte de Hainaut.
C'est ici que se réfugia la population de Denain au cours de la bataille de 1712 qui marqua le rattachement définitif de la région à la France.
Une centrale solaire photovoltaïque est prévue sur un terrain situé sur les finages d'Haulchin, Thiant et Douchy-les-Mines au début des années 2020,.

## Héraldique
|  | Les armes de Haulchin se blasonnent ainsi :"Parti : au 1, de gueules au lion d'or, armé et lampassé d'azur ; au 2, d'azur semé de fleurs de lys d'or." |

## Politique et administration

### Liste des maires
Maire de 1802 à 1807 : N. Crepin,.
Maire en 1881 : Macarez.
Ernest Macarez a été député du Nord de 1919 à 1926 ainsi que conseiller général du canton de Valenciennes-Sud de 1914 à 1919 puis de 1925 à 1926. Sa mort vient interrompre ses mandats. Son père, Célestin Macarez, ainsi que son fils, Charles Macarez, ont tous deux été maires de Haulchin. Leurs ascendants ont été maires de Capelle.
| Identité                                               | Période     | Période                                  | Durée                     | Étiquette                    |
| Identité                                               | Début       | Fin                                      | Durée                     | Étiquette                    |
| ------------------------------------------------------ | ----------- | ---------------------------------------- | ------------------------- | ---------------------------- |
| Ernest Macarez (29 février 1872 - 5 octobre 1926)      | 1907        | 5 octobre 1926 (mort en cours de mandat) | 19 ans                    | Groupe de la Gauche radicale |
| Marceau Laurette (d)                                   | mars 1965   | avril 1999                               | 34 ans et 1 mois          | Parti communiste français    |
| Corinne Donnaint (d) (née le 3 décembre 1963)          | avril 1999  | mars 2001                                | 1 an et 11 mois           | Parti communiste français    |
| Bernard Caron (d),                                     | mars 2001   | mars 2008                                | 7 ans                     | divers droite                |
| Marie-Claire Bailleux (d) (née le 18 mai 1947)         | mars 2008   | mai 2020                                 | 12 ans et 2 mois          | divers droite                |
| Bruno Raczkiewicz (d) (né le 26 août 1964)             | 23 mai 2020 | En cours                                 | 4 ans, 9 mois et 19 jours | divers droite                |
| Célestin Macarez (d) (27 mars 1842 - 14 décembre 1907) |             |                                          |                           |                              |
| Charles Macarez (d) (15 avril 1897 - 19 janvier 1975)  |             |                                          |                           |                              |

### Instances judiciaires et administratives
La commune relève du tribunal d'instance de Valenciennes, du tribunal de grande instance de Valenciennes, de la cour d'appel de Douai, du tribunal pour enfants de Valenciennes, du conseil de prud'hommes de Valenciennes, du tribunal de commerce de Valenciennes, du tribunal administratif de Lille et de la cour administrative d'appel de Douai.

## Population et société

### Démographie

#### Évolution démographique
L'évolution du nombre d'habitants est connue à travers les recensements de la population effectués dans la commune depuis 1800. Pour les communes de moins de 10 000 habitants, une enquête de recensement portant sur toute la population est réalisée tous les cinq ans, les populations de référence des années intermédiaires étant quant à elles estimées par interpolation ou extrapolation. Pour la commune, le premier recensement exhaustif entrant dans le cadre du nouveau dispositif a été réalisé en 2004.

En 2022, la commune comptait 2 307 habitants, en évolution de +1,72 % par rapport à 2016 (Nord : +0,51 %, France hors Mayotte : +2,11 %).
| 1800 | 1806 | 1821 | 1831 | 1836 | 1841 | 1846 | 1851 | 1856 |
| ---- | ---- | ---- | ---- | ---- | ---- | ---- | ---- | ---- |
| 299  | 326  | 439  | 467  | 502  | 563  | 626  | 666  | 708  |

| 1861 | 1866 | 1872 | 1876  | 1881  | 1886  | 1891  | 1896  | 1901  |
| ---- | ---- | ---- | ----- | ----- | ----- | ----- | ----- | ----- |
| 771  | 861  | 853  | 1 010 | 1 214 | 1 170 | 1 177 | 1 262 | 1 333 |

| 1906  | 1911  | 1921  | 1926  | 1931  | 1936  | 1946  | 1954  | 1962  |
| ----- | ----- | ----- | ----- | ----- | ----- | ----- | ----- | ----- |
| 1 331 | 1 522 | 1 474 | 1 527 | 1 487 | 1 459 | 1 352 | 1 402 | 2 070 |

| 1968  | 1975  | 1982  | 1990  | 1999  | 2004  | 2006  | 2009  | 2014  |
| ----- | ----- | ----- | ----- | ----- | ----- | ----- | ----- | ----- |
| 2 732 | 2 945 | 2 746 | 2 651 | 2 566 | 2 417 | 2 377 | 2 356 | 2 295 |

| 2019  | 2022  | - | - | - | - | - | - | - |
| ----- | ----- | - | - | - | - | - | - | - |
| 2 340 | 2 307 | - | - | - | - | - | - | - |

#### Pyramide des âges
La population de la commune est relativement jeune.
En 2018, le taux de personnes d'un âge inférieur à 30 ans s'élève à 35,8 %, soit en dessous de la moyenne départementale (39,5 %). À l'inverse, le taux de personnes d'âge supérieur à 60 ans est de 24,8 % la même année, alors qu'il est de 22,5 % au niveau départemental.
En 2018, la commune comptait 1 147 hommes pour 1 176 femmes, soit un taux de 50,62 % de femmes, légèrement inférieur au taux départemental (51,77 %).
Les pyramides des âges de la commune et du département s'établissent comme suit.
| Hommes | Classe d’âge | Femmes |
| ------ | ------------ | ------ |
| 0,4    | 90 ou +      | 0,5    |
| 5,7    | 75-89 ans    | 8,8    |
| 16,3   | 60-74 ans    | 17,9   |
| 21,0   | 45-59 ans    | 21,8   |
| 18,5   | 30-44 ans    | 17,5   |
| 17,1   | 15-29 ans    | 15,4   |
| 21,0   | 0-14 ans     | 18,2   |

| Hommes | Classe d’âge | Femmes |
| ------ | ------------ | ------ |
| 0,5    | 90 ou +      | 1,4    |
| 5,3    | 75-89 ans    | 8,1    |
| 14,8   | 60-74 ans    | 16,2   |
| 19,1   | 45-59 ans    | 18,4   |
| 19,5   | 30-44 ans    | 18,7   |
| 20,7   | 15-29 ans    | 19,1   |
| 20,2   | 0-14 ans     | 18     |

## Lieux et monuments
- La Pyramide de Haulchin, édifice classé aux monuments historiques, se situe à l'axe de la route nationale 30 (devenue récemment la route départementale 630 et encore plus récemment avenue de l'Europe) et de la rue de la Pyramide. Le monument symbolise la victoire du Maréchal Villars le 24 juillet 1712 lors de la bataille de Denain et marque le rattachement définitif de notre région à la France. La pyramide commémorative y fut élevée en 1781 et, après les mutilations de 1792 et de 1815, remplacée par l'obélisque actuel.

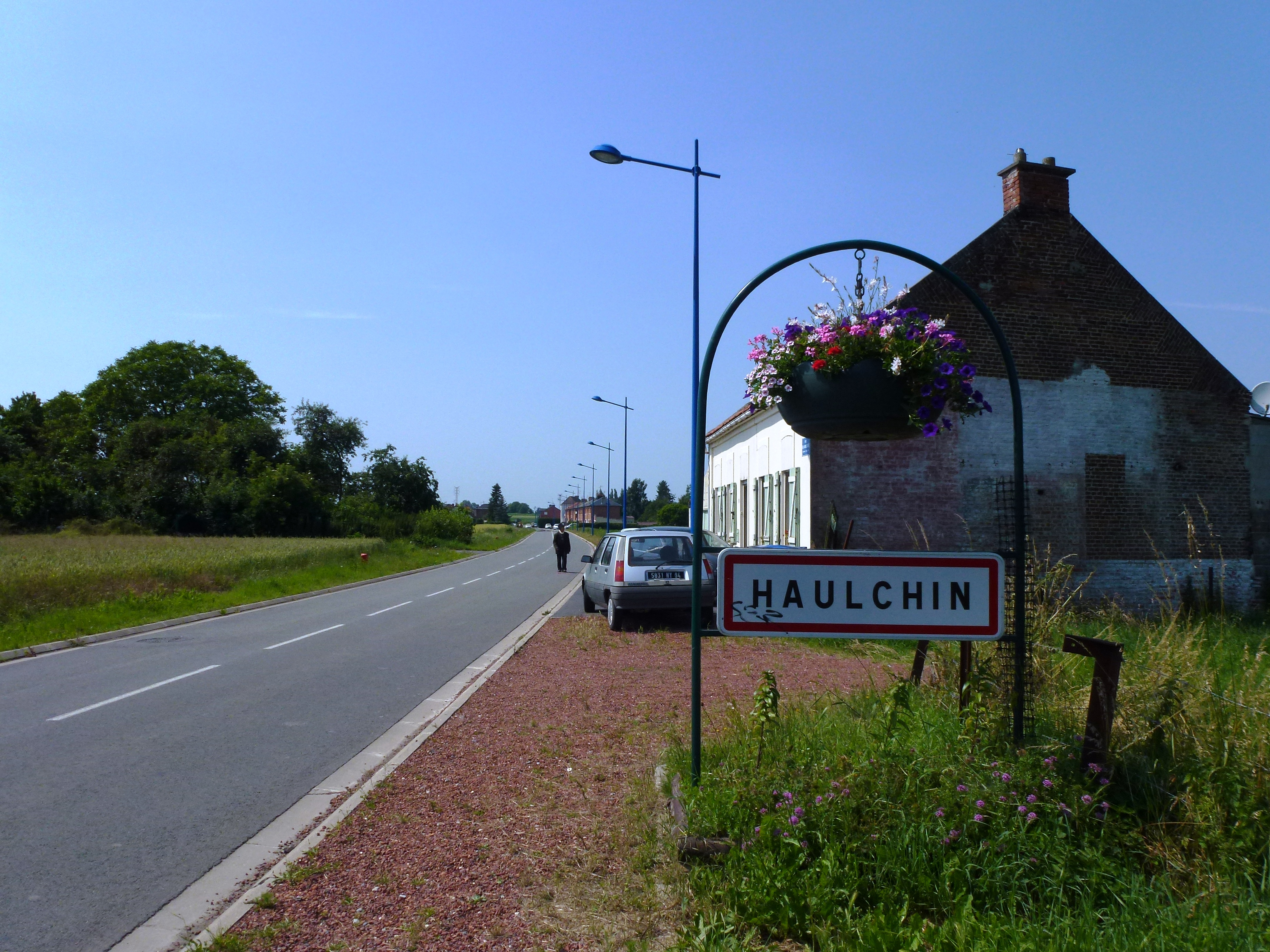
Entrée de Haulchin.
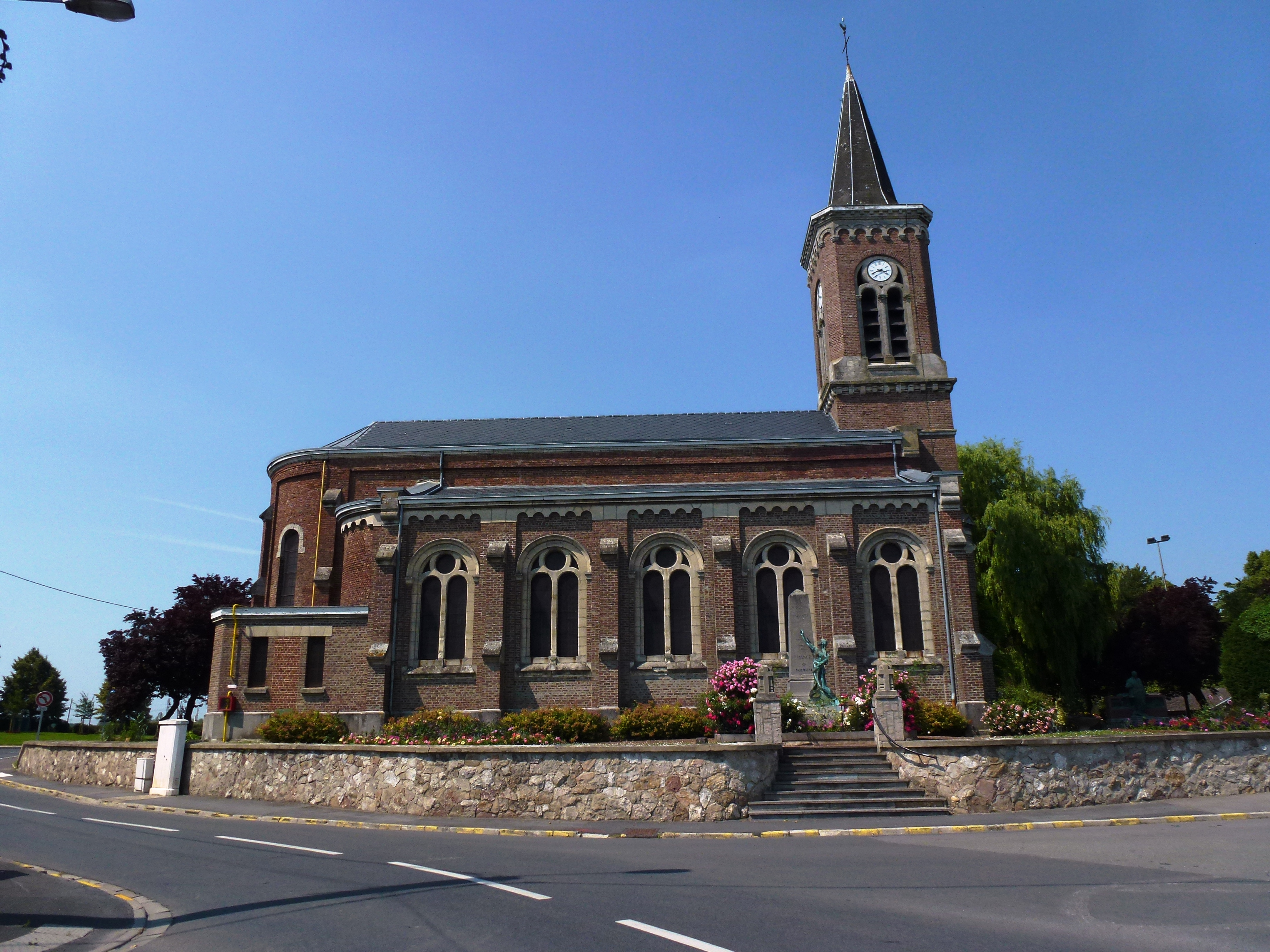
L'église.
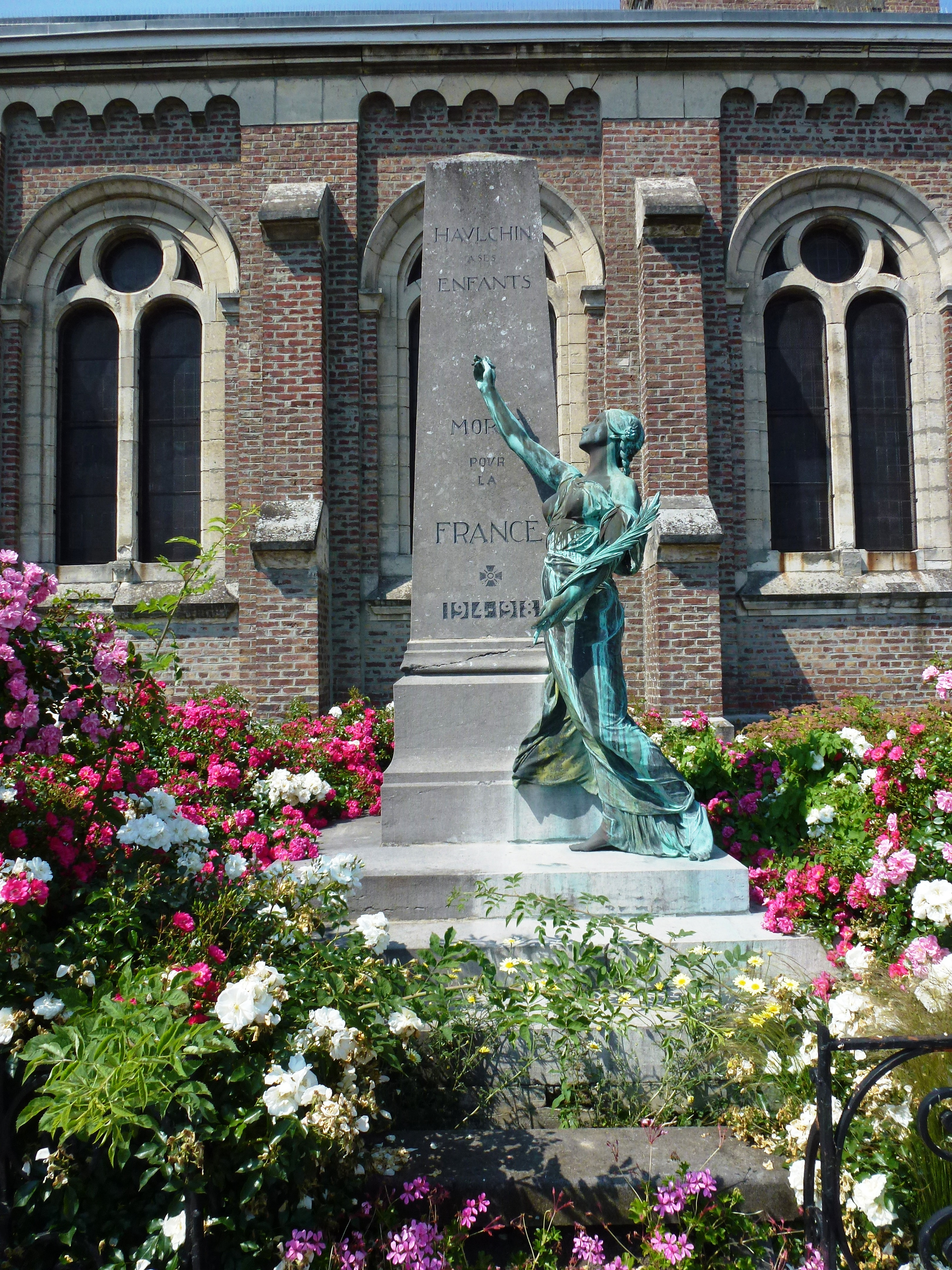
Le monument aux morts.
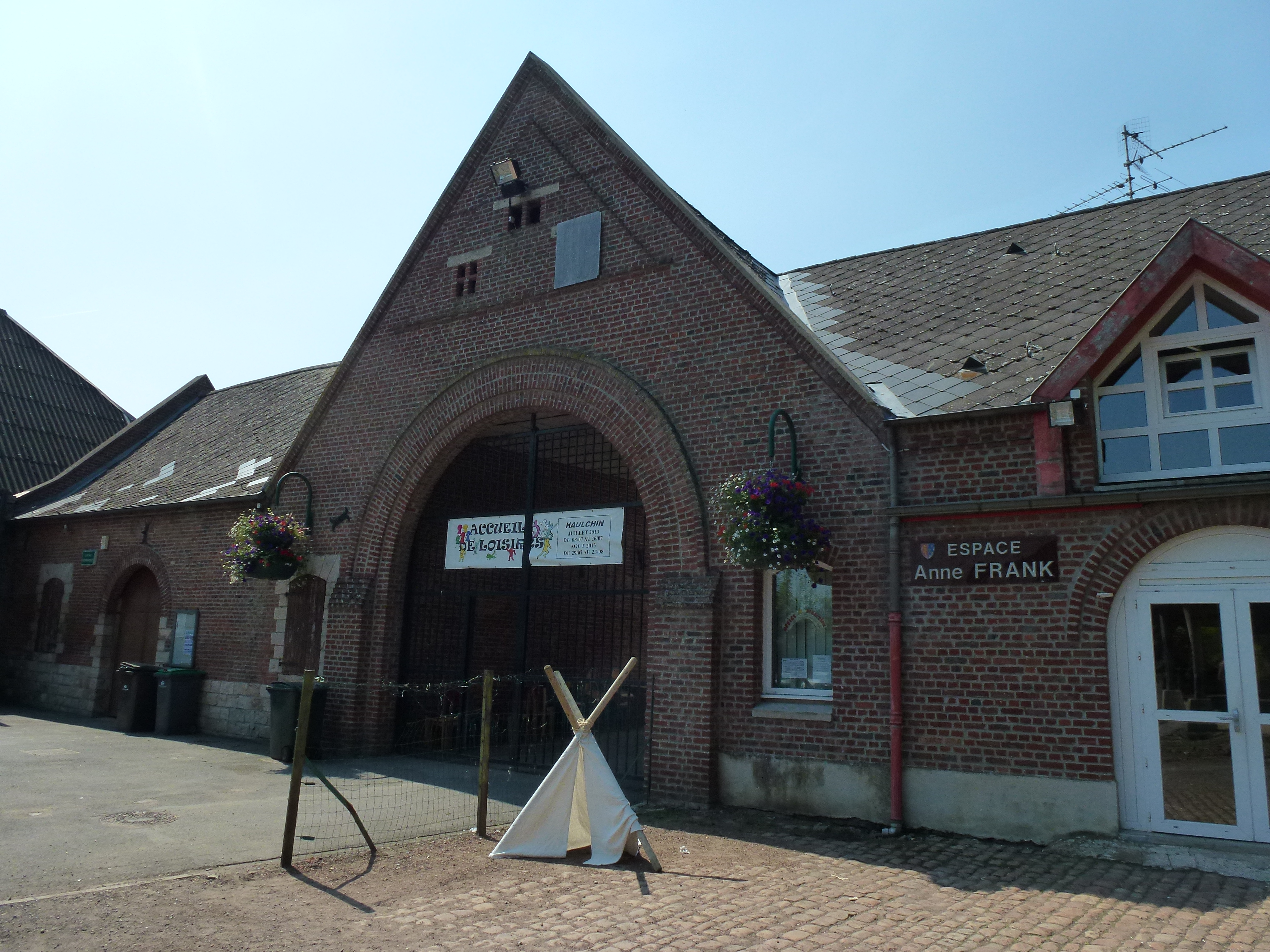
Espace Anne Frank.
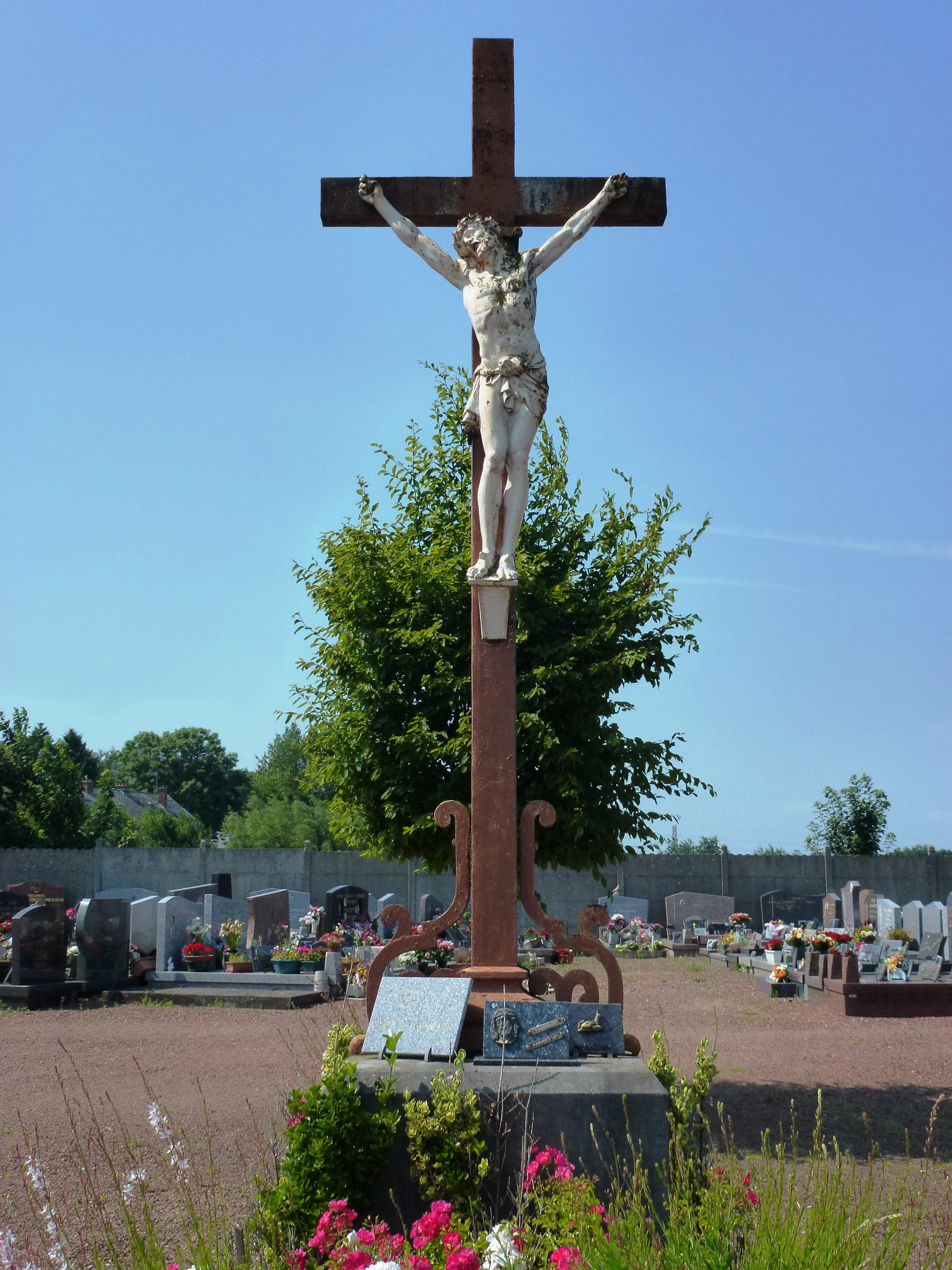
Croix de cimetière.
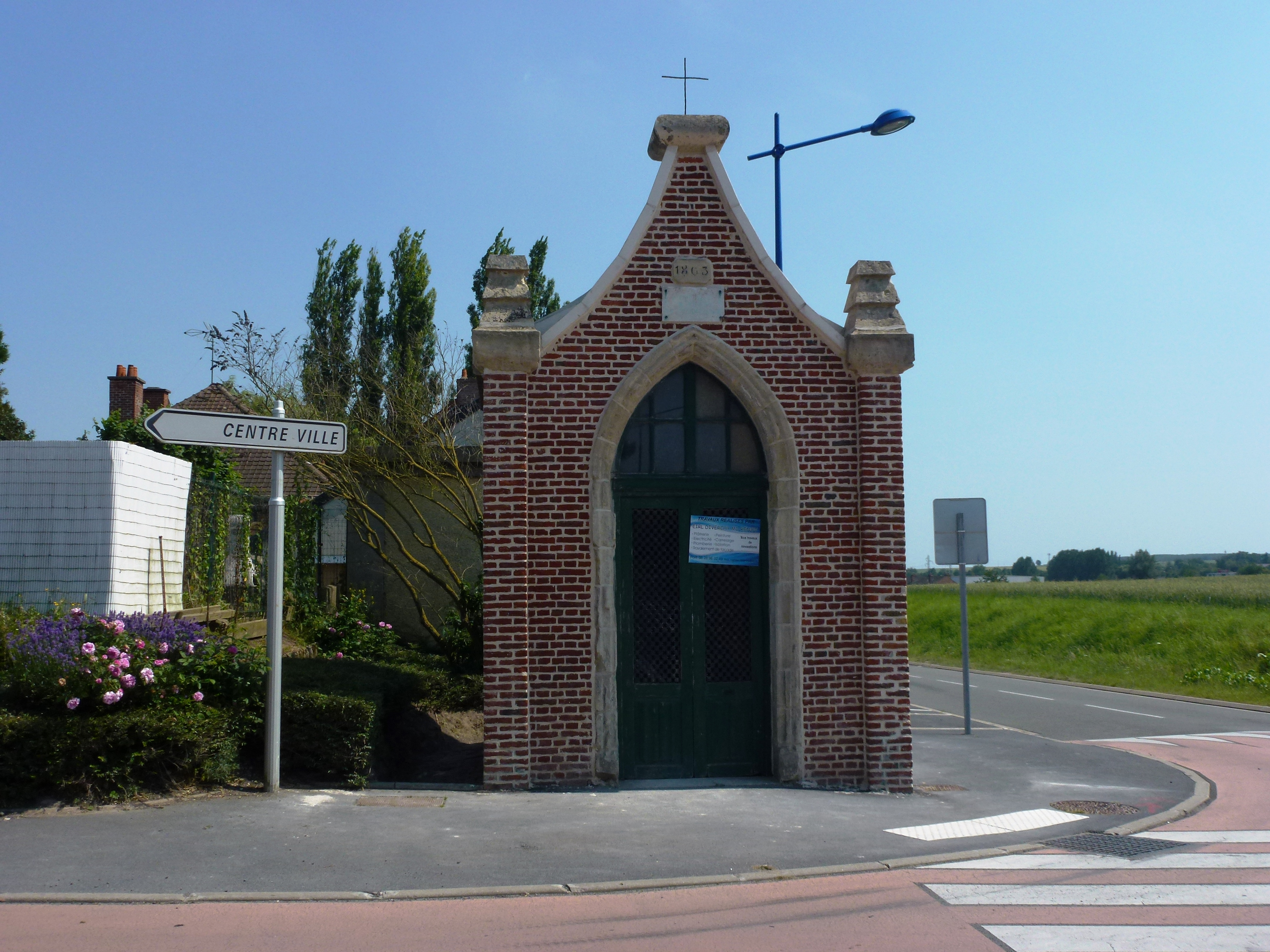
Oratoire, daté de 1803.

## Personnalités liées à la commune
- Jean Souplet, décédé en 2004, a contribué à faire connaître l'histoire locale d'Haulchin. Il a écrit plusieurs récits.

## Pour approfondir